# Кателано, Франко

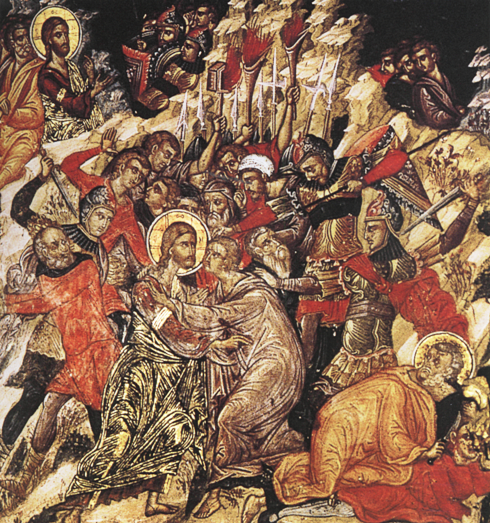
Предательство Иуды, Франко Кателано
Собор Всех Святых монастыря Варлаама, основной Храм

Франко Кателано — греческий живописец XVI века родом из Фив, основатель так называемой «школы Северо-Западной Греции», с которой связывается иконописное убранство храмов Северо-Западной Греции, например, Метеорских монастырей. Эта школа существовала параллельно с «критской школой», однако имела свой особый дух и эстетический выбор.

## Работы Кателано
Единственная подписанная работа Франко Кателано — иконопись часовни Святого Николая в Великой Лавре Афона, датируемая 1560 годом. То, что на Кателано была возложена такая значительная задача, свидетельствует о том, что к тому времени он уже был известным иконописцем, слава которого достигла Святого Афона.
Живопись храма Святейшего Никанора в Заворда, что близ Гревены, (примерно между 1534 и 1540) и настенная живопись Богоматери Российской в Кастории также приписываются Франко Кателано.
Считается также, что художник участвовал в настенной живописи Собора монастыря Филанфропинон на острове озера Янины (1542).
Точно установлено, что руке Кателано принадлежат фрески и иконы основного храма Собора Всех святых Метеорского монастыря Святого Варлаама.

## Особенности манеры
От представителей критской школы Франко Кателано отличает динамичность и изящная гибкость фигур. Что касается портретов святых, художник придерживается критской традиции. В отдельных фигурах подчеркнуты контуры, а лицо изображено с исключительной тщательностью, что свидетельствует о его знакомстве с переносными иконами.
Ещё одна деталь, отличающая Кателано от критских художников — это цвет. Фивский художник часто использует чистые яркие цвета и решительное сопоставление цветов. Так, в противоположность бледным ликам критян, он противопоставляет огненно-красный, голубой, фиолетовый.
Манера Кателано, бесспорно, является продолжением традиций Касторской школы. Однако что касается динамичности образов, ярких цветов — а это основные черты Кателано — здесь чувствуется значительное влияние итальянской живописи.